# Золота медаль Конгресу
Золота медаль Конгресу (англ. Congressional Gold Medal) — найвища цивільна нагорода США (так само як Президентська медаль Свободи), яку присуджують від імені Конгресу США. Медаллю нагороджуються особи, що здійснили видатний внесок в безпеку, процвітання і захист національних інтересів США. Золоту медаль конгресу США з 1776 року присуджують спеціальним рішенням палати представників і сенату США, що вимагають більшості у дві третини голосів в обох палатах.

## Історія

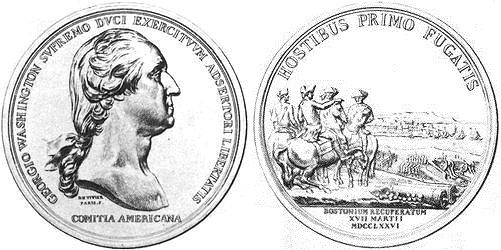
Золота медаль Конгресу, якою нагородили Джорджа Вашингтона.

Першу постанову про нагородження Золотою медаллю Другий Континентальний конгрес прийняв, ще до оголошення Декларації незалежності: 25 березня 1776 року за «мудре та енергійне командування в ході облоги і взяття Бостона» був нагороджений головнокомандувач Континентальної армії Джордж Вашингтон. Окрім Джорджа Вашингтона, Золотою медаллю Конгресу за військові заслуги під час Війни за незалежність були нагороджені ще 6 осіб: генерал-майор Гораціо Гейтс, генерал-майор Ентоні Вейн, майор Генрі Лі, бригадний генерал Даніель Морган, бригадний генерал Натаніель Грін і капітан Джон Поль Джонс. Перші медалі виготовлялися у Франції, тому між прийняттям Конгресом резолюції про нагородження і врученням медалі проходило багато часу. Так, Джордж Вашингтон, нагороджений в 1776 році, отримав свою Золоту медаль лише через 14 років.
До другої половини 19 сторіччя Золота медаль Конгресу залишалась вищою військовою нагородою країни. 1862 року Конгрес затверджує першу американську постійну військову нагороду — Медаль Пошани. З цього часу Золота медаль Конгресу використовується, переважно, як цивільна нагорода. Нею були відзначені досягнення діячів культури, мандрівників, піонерів авіації та космонавтики, видатних дослідників та інженерів. Медаллю нагороджувалися активісти правозахисних рухів, релігійні діячі. Неодноразово медаллю нагороджувались герої рятувальних операцій.
Золотою медаллю Конгресу нагороджувалися не лише громадяни США. Першими нагородженими іноземцями стали моряки, які брали участь у порятунку екіпажу бригу «Сомерс» (1847 р.) і британський підданий, лікар Фредерік Роуз (1858 р.). Згодом Золоту медаль неодноразово вручали іноземцям. У різний час нагородами вшанували мандрівників норвежця Руала Амундсена та італійця Умберто Нобіле, британського державного діяча Вінстона Черчилля, королеву Нідерландів Беатрікс, південноафриканського борця за права чорношкірого населення Нельсон Мандела, Папу Римського Івана Павла II, патріарха Варфоломія І, та багато інших. 1986 року за «відданість справі захисту прав людини» був нагороджений виходець з України Натан Щаранський.

## Опис нагороди

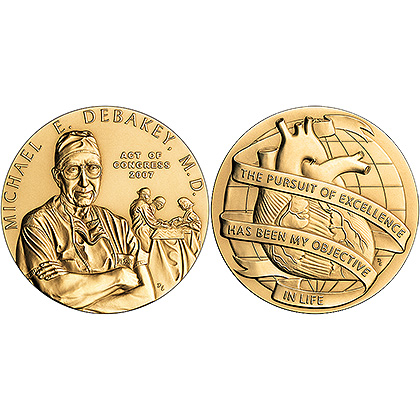
Золота медаль Конгресу, якою нагородили у 2007 р. кардіохірурга Майкла ДеБейкі.

В даний час Золота медаль Конгресу США є медаллю діаметром 3 дюйма (76,2 мм), що містить близько 465 г золота. Медаль не має постійного малюнка, для кожного нагородження карбується індивідуальна медаль з оригінальним малюнком. Як правило, на аверсі розташовується портрет нагороджуваного, на реверсі медалі — пам'ятний текст, символічне зображення тощо.
Медаль не призначена для носіння на уніформі або іншому одязі, не має пристосувань для кріплення (шпильки, гвинти), орденської колодки. Будь-яких знаків або планок, що носяться на одязі і призначених для позначення нагородження також не передбачено. Вартість виготовлення однієї медалі в 2011 році становила близько 30000 доларів США.

## Критерії та порядок нагородження
Різниця між Золотою медаллю Конгресу та Президентською медаллю Свободи полягає в тому, що Президентська медаль Свободи вручається особисто Президентом Сполучених Штатів, тоді як Золоті медалі Конгресу нагороджуються актами Конгресу. Проте Конгрес може уповноважити Президента вручити нагороду.
Згідно з правилами комітету, законодавство про нагородження золотою медаллю Конгресу одержувача має бути схвалено двома третинами членів Палати представників і Сенату перед їхніми відповідними комітетами — Комітетом Палати представників з питань фінансових послуг і Комітетом Сенату з питань Банківська справа, житлово-комунальне господарство та міські справи — це розглянемо.